# Scioscia
Lo Scioscia (in dialetto canzese Sciòscia) è un monticello dell'Alta Brianza alto 667 m s.l.m.

## Descrizione
Esso è uno dei monti che circonda Canzo e domina il Lago del Segrino. Sulla sommità, presso un belvedere, lungo il sentiero che conduce a Proserpio, è presente un'edicola mariana fatta dagli Alpini di Canzo.